# نيفالدو باتيستا سانتانا
نيفالدو باتيستا سانتانا (بالبرتغالية: Nivaldo Batista Santana) (مواليد 23 يونيو 1980 في فييرا دي سانتانا - البرازيل) لاعب كرة قدم برازيلي يلعب حاليا لصالح نادي الدرجة الأولى ريال بلد الوليد الإسباني منذ 2009 في مركز قلب الدفاع .

## روابط خارجية
- نيفالدو باتيستا سانتانا على موقع قاعدة بيانات كرة القدم.إي يو (الإنجليزية)
- نيفالدو باتيستا سانتانا على موقع ليكيب (الفرنسية)
- نيفالدو باتيستا سانتانا على موقع Soccerway.com (الإنجليزية)
- نيفالدو باتيستا سانتانا على موقع AS.com (الإسبانية)